# Пол Емерик
Пол Емерик (енгл. Paul Emerick; 24. јануар 1980) бивши је амерички рагбиста и репрезентативац. Родио се у Еметсбергу, где је почео да тренира рагби, a када је прешао у сениоре, заиграо је за Чикаго Лајонсе. 2004. одлази у Италију и потписује за Катанију. Две године је провео у велшком тиму Њупорт Гвент Дрегонсима и имао је значајну улогу у овом тиму. Од познатијих тимова, играо је још и за Алстер и за Воспсе, у којима је и завршио каријеру. За репрезентацију САД дебитовао је против Шпаније септембра 2003. На светском првенству 2007. зарадио је суспензију због неспортског потеза, неправилног обарања енглеског играча Олија Барклија. 2009. зарадио је суспензију на 10 седмица због ударања у главу канадског рагбисте Ван дер Мервеа. Био је део америчке рагби репрезентације на светском првенству 2011. Био је и значајан део рагби 7 репрезентације САД, за коју је постигао 17 утакмица и постигао 145 поена.